# エルウィン・クーマン
エルウィン・クーマン（Erwin Koeman, 1961年9月20日 - ）は、オランダ王国北ホラント州ザーンダム出身の元サッカー選手。現在はサッカー指導者。選手時代のポジションは攻撃的ミッドフィールダー。
実父は元サッカー選手のマルティン・クーマン。実弟は元サッカー選手でサッカー指導者のロナルド・クーマン。息子のレン・クーマンもサッカー選手であった。

## 経歴
1988年にドイツで開催された欧州選手権を制したオランダ代表の一人。1983年、スウェーデン戦でデビューを果たし、以後31キャップを記録している。
クラブチームでもKVメヘレン、PSVアイントホーフェンでリーグ制覇を成し遂げている。
現役引退後はコーチ業の道を歩み始め、PSVアイントホーフェンのリザーブコーチ、そしてエリック・ゲレツの下、PSVアイントホーフェンのアシスタントコーチを務める。監督として臨んだ初のシーズンにおいて、強豪とはいえないRKCワールワイクを9位に導いた手腕が買われ、2005年、フェイエノールトに引き抜かれた。しかしながら、2006-2007シーズンに7位という成績の責任をとって辞任した。
2008年、ハンガリー代表監督に就任。2010 FIFAワールドカップ・ヨーロッパ予選では健闘を見せたものの本大会出場を逃した。2010年7月に解任。